# Neded
Neded (ungarisch Negyed) ist eine Gemeinde in der Westslowakei. Sie liegt im Donautiefland am rechten Ufer der Waag, 14 Kilometer von Kolárovo und 17 Kilometer von Šaľa entfernt.

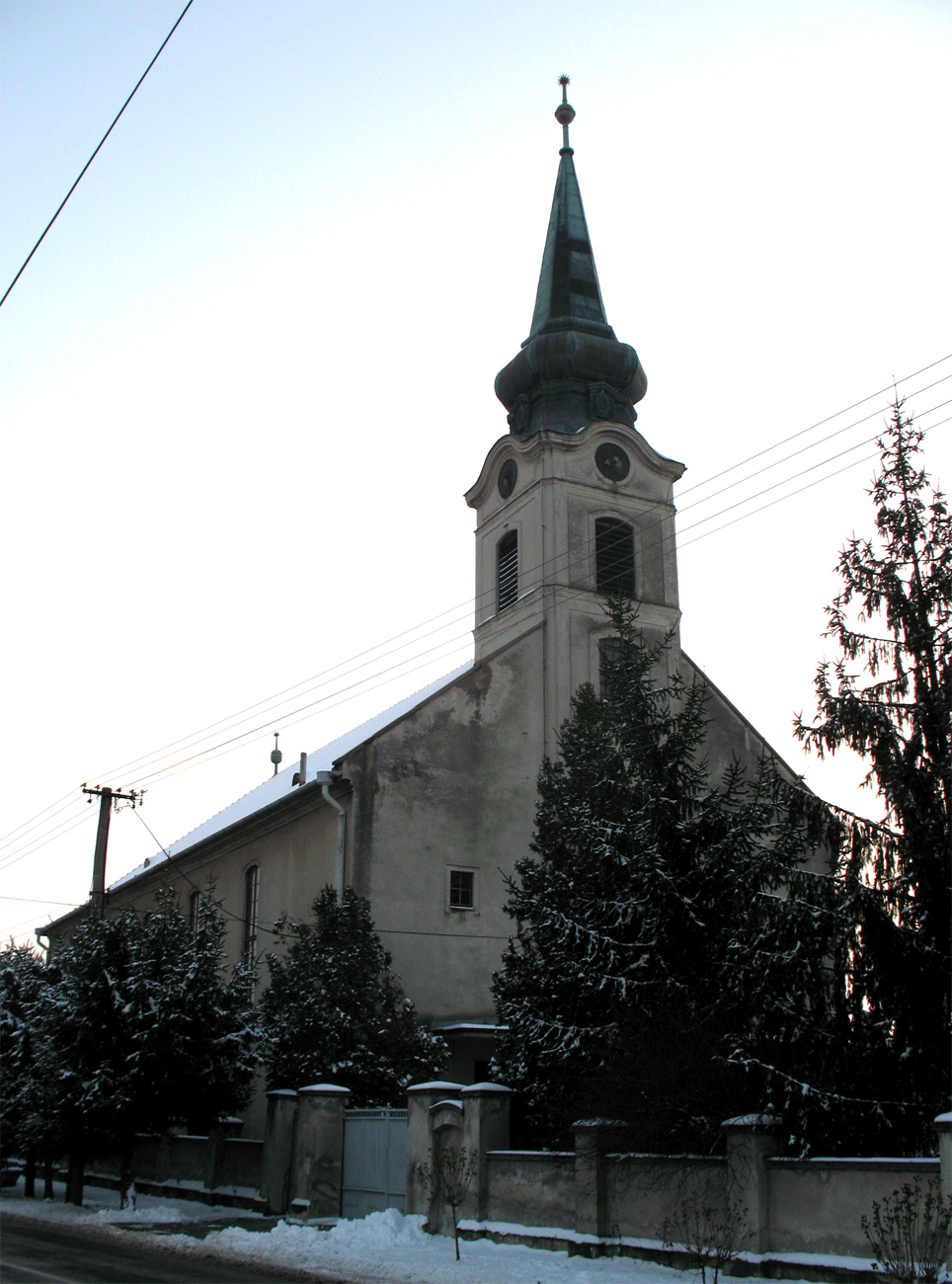
Kirche im Ort

Der Ort wurde 1113 erstmals als Niget erwähnt.
Bis 1918 gehörte der Ort im Komitat Neutra zum Königreich Ungarn, kam dann zur neu entstandenen Tschechoslowakei, wurde aber auf Grund des Ersten Wiener Schiedsspruchs von 1938 bis 1945 wieder ein Teil Ungarns. Seit 1993 ist er ein Teil der heutigen Slowakei.
1954 wurden Teile des Gemeindegebietes der südlich stromabwärts liegenden und neu entstandenen Gemeinde Dedina Mládeže zugeordnet.
Im Ort gibt es eine Kirche des Heiligen Erzengels Michael aus dem Jahr 1780. 
Der Bahnhof als Endpunkt der Bahnstrecke Šaľa–Neded wird nur noch im Saisonalverkehr benutzt. Es gibt Pläne, die Strecke bis nach Šaľa wieder zu eröffnen und neuere Züge zu beschaffen. Die Strecke soll elektrifiziert werden.
Als Züge sollen Stadler Flirt 3 verkehren.

## Bevölkerung
| Jahr                | 1994 | 2004    | 2014    | 2024    |
| ------------------- | ---- | ------- | ------- | ------- |
| Anzahl der Personen | 3152 | 3102    | 3303    | 3174    |
| Unterschied         |      | −1,58 % | +6,47 % | −3,90 % |

| Jahr                | 2023 | 2024    |
| ------------------- | ---- | ------- |
| Anzahl der Personen | 3193 | 3174    |
| Unterschied         |      | −0,59 % |